# 長瀞站

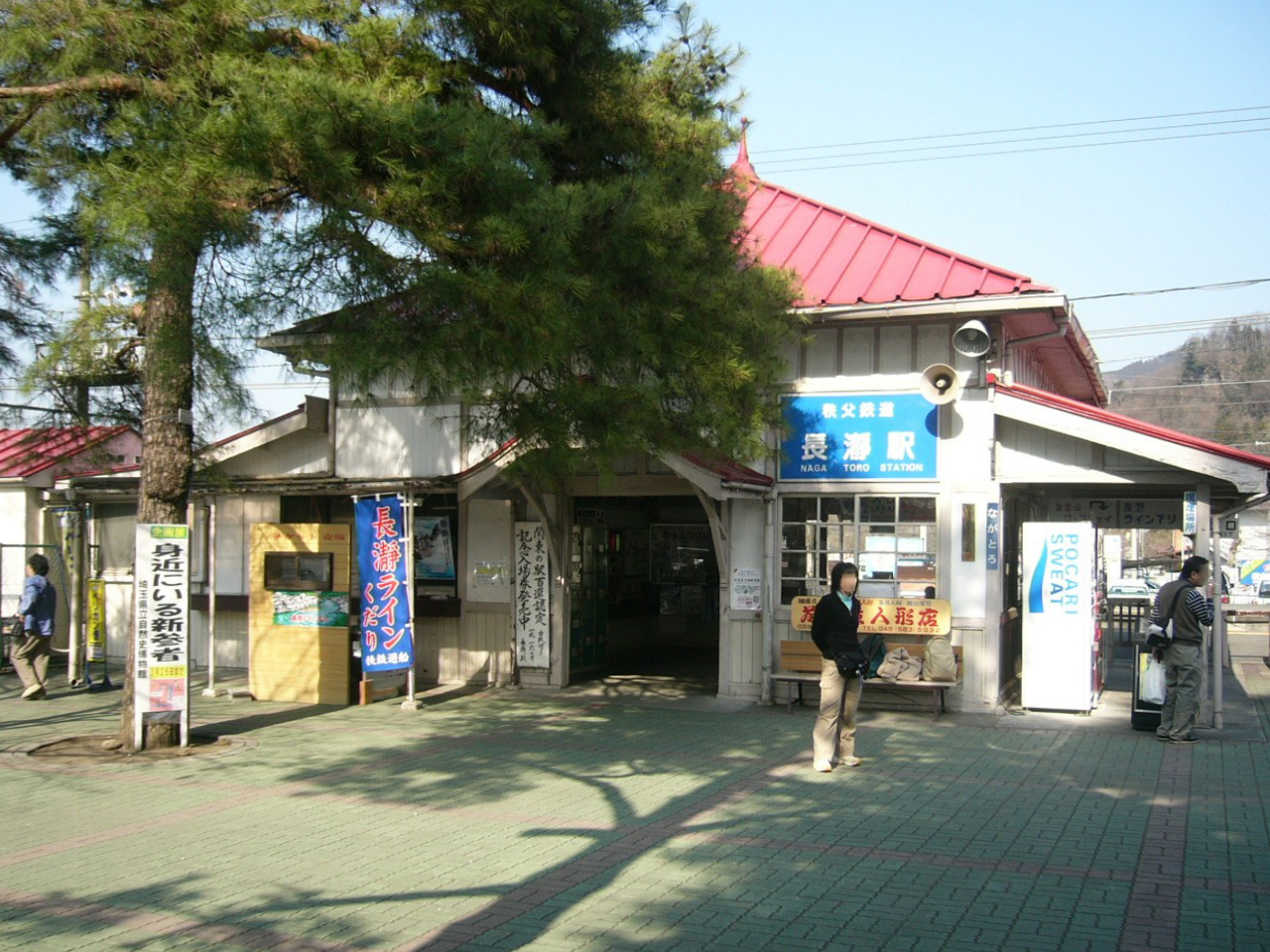
外裝裝修前的車站大樓（2006年5月）

長瀞站（日语：／ Nagatoro eki */?）是位於埼玉縣秩父郡長瀞町大字長瀞529番2號，秩父鐵道的秩父本線車站。
此站被選為關東車站百選第1回選定車站。站前設有觀光詢問處「長瀞町觀光情報館」，為長瀞觀光據點。站前道路連接寶登山、寶登山神社方向。另外，在車站大樓對面設有長瀞溪谷（岩疊）商店街。
另外，由於長瀞町曾經名為野上町，因此町公所位於鄰站野上站。

## 歷史
- 1911年（明治44年）9月14日 - 寶登山站啟用。
- 1923年（大正12年）7月7日 - 車站改名為長瀞站。
- 1997年（平成9年） - 成為「關東車站百選」之一，選定理由是「車站啟用已經存在，在著歷史故事的木造建築車站」。

## 車站構造
此站是地面車站，設有1面1線的單式月台和1面2線的島式月台。此站是直營車站。車站職員當值時間為首班車（5時時段）至尾班車（約23:30）。
由於外國遊客增加，站內設有多語言的自動售票機和口譯專用的平板電腦（支援日語翻譯英語、唐文、韓語、法語、泰語。廁所（廁所）位於檢票口外。
西武鐵道（池袋線、西武秩父線）的直通列車會從御花畑站駛入至此站。在1989年開始直通運輸時，由於配合月台配線，直通運輸會駛至鄰站野上站（為了考慮遊客需要，方向幕會顯示「長瀞·野上」）。後來延長至寄居站。在2007年3月6日起縮短至此站。

### 月台
| 月台 | 路線    | 方向                                      | 備註                      |
| ---- | ------- | ----------------------------------------- | ------------------------- |
| 1    | ■秩父線 | 寄居、熊谷、行田市、羽生方向              |                           |
| 2    | ■秩父線 | 秩父、三峰口方向                          |                           |
| 3    | ■秩父線 | 秩父方向 ■西武線直通 飯能、所澤、池袋方向 | SL Paleo Express 乘車月台 |

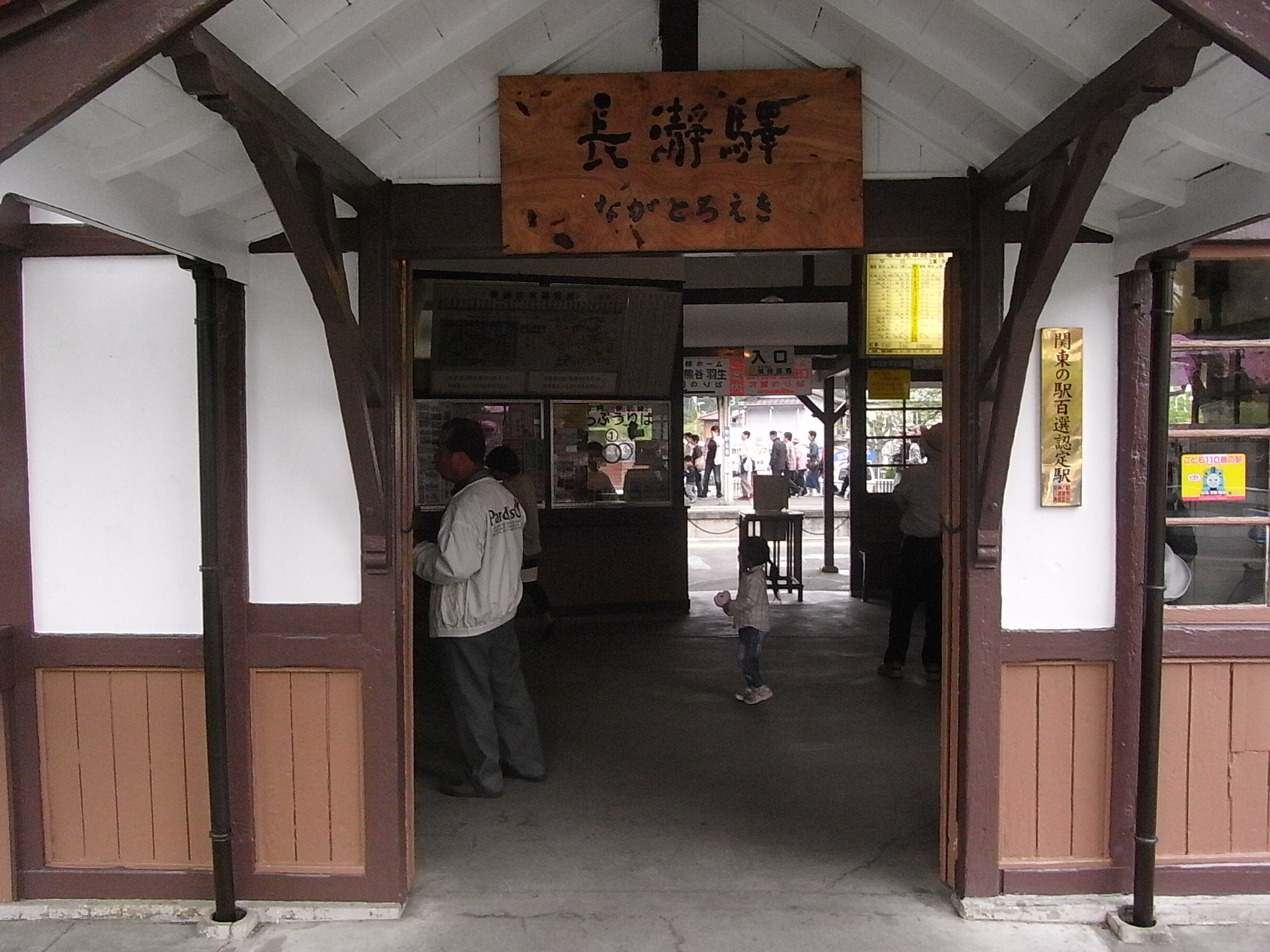
車站入口（2009年4月24日）
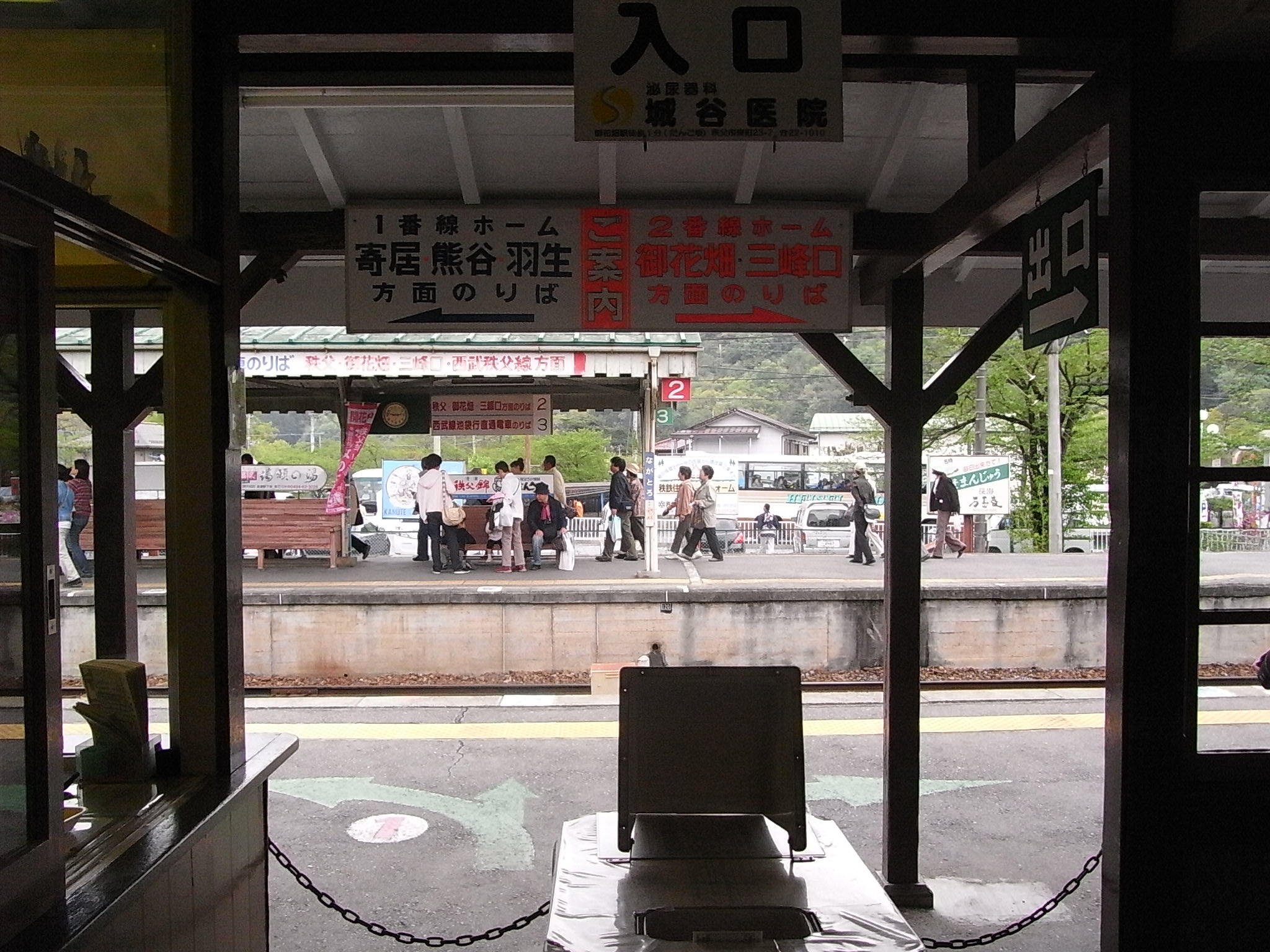
檢票口（2009年4月24日）
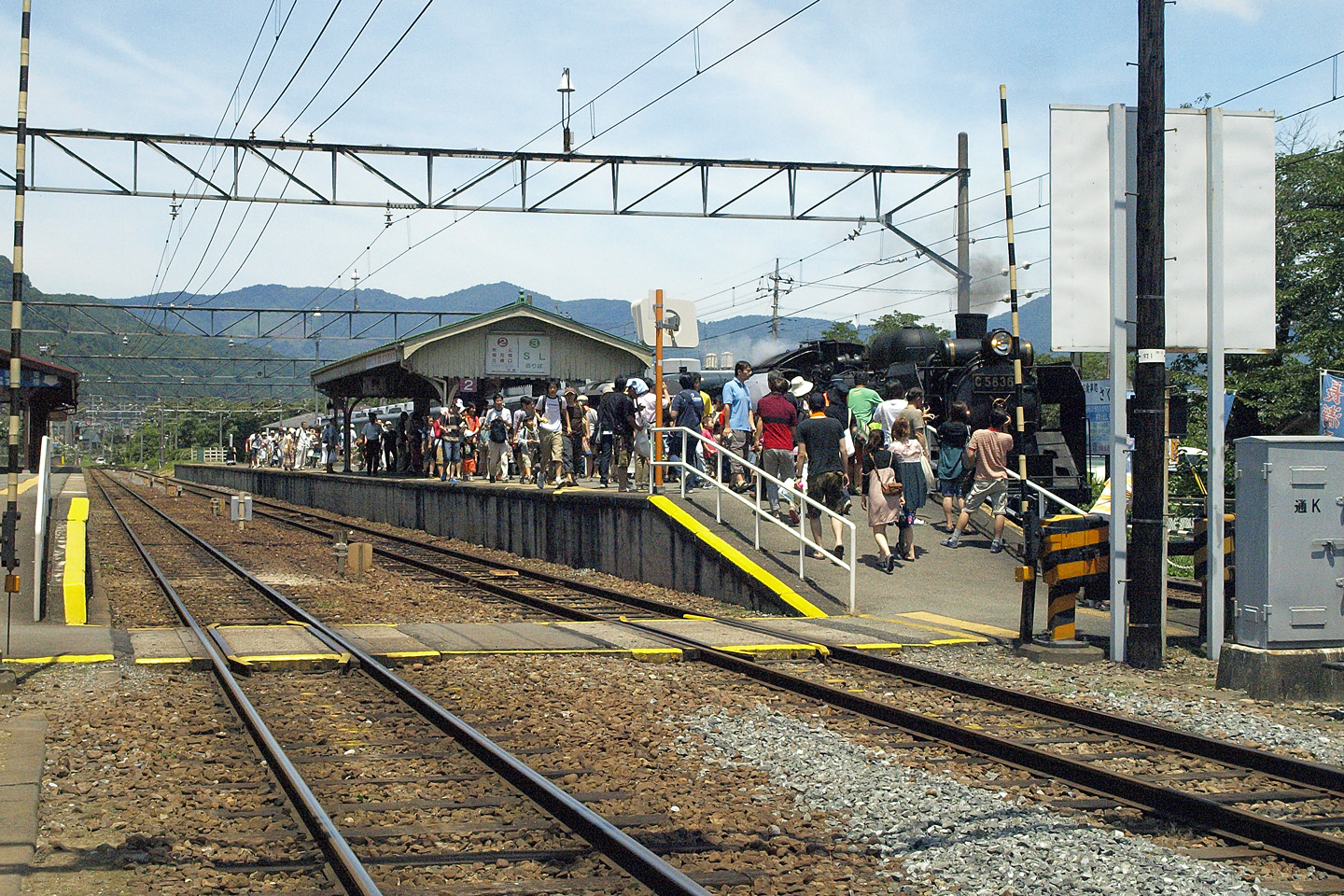
假日有許多遊客到訪（2010年7月）
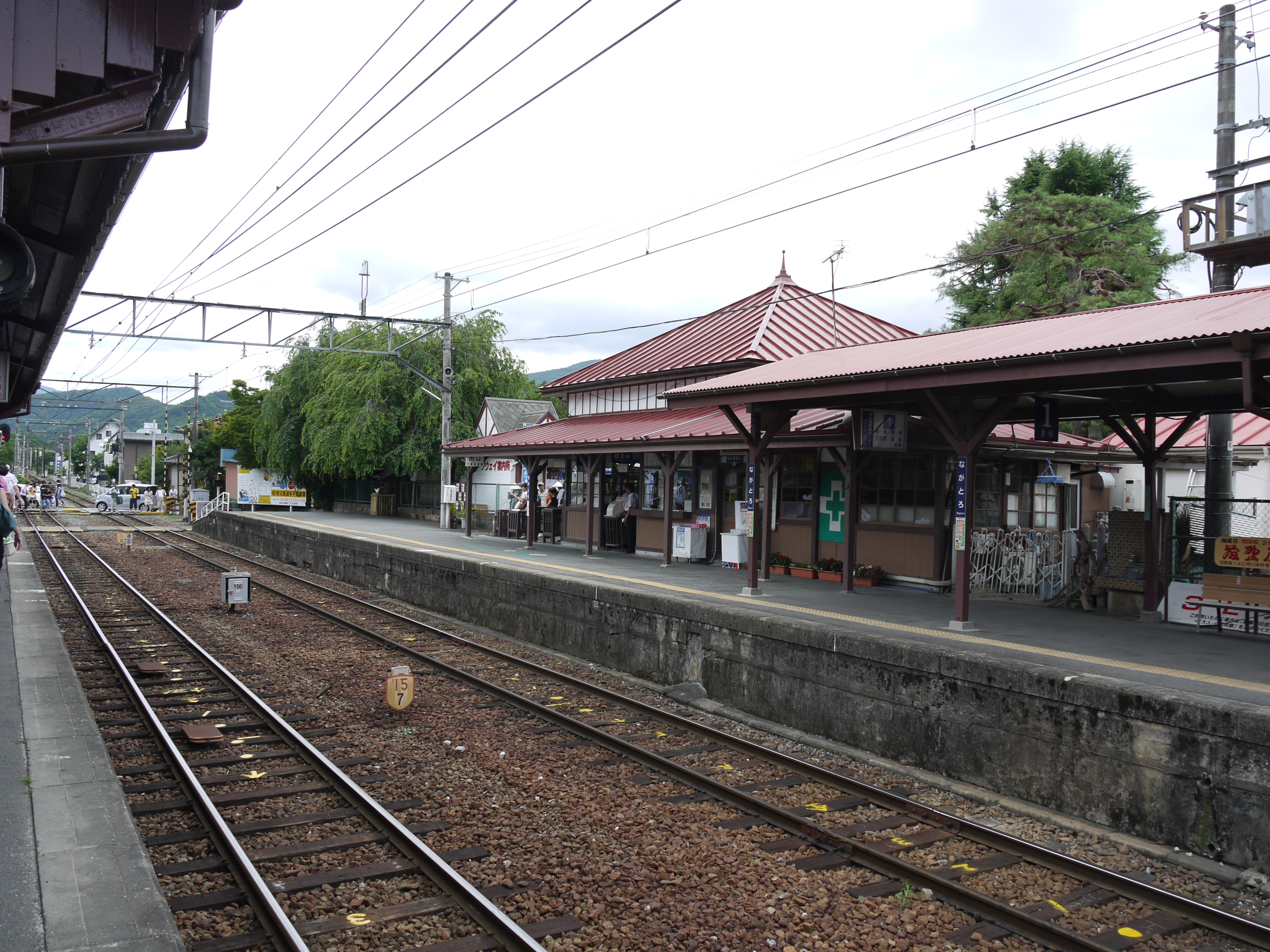
站內的（2011年7月）

## 使用狀況
- 在2018年度1日平均乘車人次為694人。

| 年度               | 1日平均 乘車人次 |
| ------------------ | ---------------- |
| 2009年（平成21年） | 615              |
| 2010年（平成22年） | 545              |
| 2011年（平成23年） | 549              |
| 2012年（平成24年） | 508              |
| 2013年（平成25年） | 536              |
| 2014年（平成26年） | 627              |
| 2015年（平成27年） | 688              |
| 2016年（平成28年） | 640              |
| 2017年（平成29年） | 708              |
| 2018年（平成30年） | 694              |

## 車站周邊
- 長瀞町觀光情報館（觀光詢問處）
- 國道140號
- 荒川 - 長瀞溪谷（日语：長瀞渓谷）
- 寶登山（日语：宝登山）
- 寶登山神社（日语：宝登山神社） - 秩父三社
- 寶登山索道
- 月之石楓公園
- 長瀞站前郵局

## 相鄰車站
秩父鐵道
秩父本線
SL「Paleo Express」
寄居－長瀞－皆野
急行「秩父路」
野上－長瀞－皆野
普通
野上－長瀞－上長瀞

## 注腳
1. ↑  「長瀞駅 多言語に対応／秩父鉄道、券売機・タブレット導入」 （页面存档备份，存于）（日語）《日經MJ》2018年4月6日（Net Life版）
2. ↑  電氣車研究會《鐵道畫刊》No.560 1992年5月臨時增刊號 P.128-129

## 外部連結
- 車站情報 長瀞站（秩父鐵道） （页面存档备份，存于）（日語）